# Foveosculum didymatum
Foveosculum didymatum är en stekelart som först beskrevs av Morley 1916.  Foveosculum didymatum ingår i släktet Foveosculum och familjen brokparasitsteklar. Inga underarter finns listade i Catalogue of Life.